# فريديريك شاغنون
فريديريك شاغنون هو لاعب كرة قدم كندية كندي، ولد في 20 نوفمبر 1992 في مونتريال في كندا.